# Rao pselaphus
Rao pselaphus är en stekelart som beskrevs av Lubomir Masner och Lars Huggert 1989. Rao pselaphus ingår i släktet Rao och familjen gallmyggesteklar. Inga underarter finns listade i Catalogue of Life.